# النجادى (إب)

تعديل مصدري - تعديل

النجادى محلة تابعة لقرية الصباحي، التابعة لعزلة البحريين بمديرية إب إحدى مديريات محافظة إب في الجمهورية اليمنية.، بلغ تعداد سكانها 41 حسب تعداد اليمن لعام 2004.